# Lexias pardalis
Lexias pardalis is een vlinder uit de onderfamilie Limenitidinae van de familie Nymphalidae, de vossen, parelmoervlinders en weerschijnvlinders.

## Kenmerken
De vlinder heeft een spanwijdte van 80 tot 90 millimeter. De vleugels van de mannetjes zijn zwart met parelmoervlekken en -rand terwijl de vrouwtjes donkerbruin van kleur zijn met gele stippen.

## Verspreiding en leefgebied
De vlinder komt voor in het Oriëntaals gebied.